# Lac Sainte-Anne (Lac-Croche)
Pour les articles homonymes, voir Sainte-Anne et Lac Sainte-Anne.
Le lac Sainte-Anne est un plan d'eau douce à la tête de la rivière Sainte-Anne dans le territoire non organisé de Lac-Croche, dans la municipalité régionale de comté (MRC) de La Jacques-Cartier, dans la région administrative de la Capitale-Nationale, dans la province de Québec, au Canada. Ce plan d'eau est situé dans la réserve faunique des Laurentides.
La zone autour du lac est desservie par la route forestière R0300 qui passe du côté est du lac, et par une autre route forestière venant du sud qui se connecte à la première, au sud du lac. Ces routes desservent cette zone pour les besoins de la foresterie et des activités récréotouristiques[réf. souhaitée].
La foresterie constitue la principale activité économique du secteur; les activités récréotouristiques, en second.
La surface du lac Sainte-Anne est habituellement gelée du début de décembre à la fin mars, toutefois la circulation sécuritaire sur la glace se fait généralement de la mi-décembre à la mi-mars[réf. souhaitée].

## Géographie
Le lac Sainte-Anne comporte une longueur de 4,8 km, une largeur de 0,5 km et sa surface est à une altitude de 656 m. Ce lac encaissé entre les montagnes est fait en longueur et comporte trois petites îles. Il a une superficie de 142,64 ha.
Le lac Sainte-Anne est alimenté en eaux du côté nord par les décharges des lacs Décharge des lacs Émilie, Sioui, de la Spartine, Beauclair et Petit lac Beauclair. Du côté est par la décharge d'un lac non identifié et du côté sud-ouest par la décharge des lacs Louise, Trépanier, Cuvette, La Saulx et Bastonis.
À partir de l'embouchure du lac Sainte-Anne, le courant descend sur km en suivant le cours de la rivière Sainte-Anne jusqu'à la rive nord-est du fleuve Saint-Laurent.

## Toponymie
Le toponyme lac Sainte-Anne a été officialisé le 5 décembre 1968 par la Commission de toponymie du Québec.